# جون دونيلي
جون دونيلي (بالإنجليزية: John Donnelly)‏ (1937 في المملكة المتحدة - 31 يوليو 2009 في المملكة المتحدة) هو مدرب كرة قدم ولاعب كرة قدم بريطاني في مركز الظهير. لعب مع بريستون نورث إيند ونادي سلتيك ونادي أدينغتون ‏.

## وصلات خارجية
- جون دونيلي على موقع قاعدة بيانات كرة القدم.إي يو (الإنجليزية)